# Голос Свистуна
«Голос Свистуна» (англ. Voice of the Whistler) — американский фильм нуар режиссёра Уильяма Касла, который вышел на экраны в 1945 году. Это четвёртый из восьми фильмов студии Columbia Pictures в серии «Свистун».
В этом фильме одинокий миллионер Джон Синклер (Ричард Дикс), которому осталось жить шесть месяцев, женится на молодой медсестре Джоан Мартин (Линн Меррик), пообещав оставить ей всё своё наследство. Хотя Джоан его не любит, она принимает предложение Джона, чтобы после его смерти выйти замуж за своего возлюбленного Фрэда Грэма (Джеймс Кардуэлл). После свадьбы пара переезжает на одинокий маяк, где Джон постепенно идёт на поправку и по-настоящему влюбляется в свою жену. Некоторое время спустя появляется Фред, намереваясь вернуть Джоан любыми средствами. Джон в итоге обманывает Фреда и убивает его, за что его приговаривают к казни, а Джоан получает всё его богатство, но остаётся в полном одиночестве, потеряв и мужа, и возлюбленного.
Критики дали фильму смешанные отзывы, отметив как интересную идею и хорошую атмосферу фильма, так и недостатки в изложении истории.

## Сюжет
На заброшенном маяке Галл-Пойнт в Новой Англии живёт одинокая молодая женщина Джоан Мартин (Линн Меррик), вспоминая историю своих отношений с Джоном Синклером (Ричард Дикс).
Когда-то Синклер был богатым и успешным промышленником, но недоверие к партнёрам по бизнесу и неистовая гонка за властью и богатством сделали его нелюдимым и одиноким. Измученный постоянным стрессом и психологическим давлением, Синклер однажды дома теряет сознание от сердечного приступа. Осмотревший его врач говорит, что с таким образом жизни следующий приступ у Синклера может стать смертельным. Он предписывает бизнесмену надолго уехать и как следует отдохнуть, совершенно отойдя от дел. Доктор рекомендует найти для себя уединённое место где-нибудь на Великих озёрах, лучше всего, отправиться в круиз на яхте, где вообще нет телефона.
По рекомендации врача Синклер вскоре отправляется на поезде в Чикаго, не отвечая ни на какие-либо деловые обращения. На чикагском вокзале Синклеру становится плохо с сердцем. Таксист Эрни Спарроу (Рис Уильямс) помогает ему дойти до машины, чтобы отправиться на яхту. По дороге Синклер теряет сознание, и добросердечный Эрни отвозит его к себе домой, укладывает в постель и заботится о нём. Синклер скрывает своё настоящее имя, и представляется своему новому другу как Джон Картер из Нью-Йорка. Эрни, которого знают и любят его соседи по району, рассказывает, что в прошлом был чемпионом Англии по боксу, у него была слава и деньги, но при этом он страдал от одиночества. Когда он был на вершине славы, вокруг появилось много непонятных людей, которые набивались в друзья и вовлекали его в компании. Эрни стал выпивать и в итоге сбежал от такой жизни. И он об этом не жалеет, теперь он простой человек, у которого много настоящих друзей.
Эрни приводит Джона в местную клинику, где тот знакомится с привлекательной медсестрой Джоан Мартин (Линн Меррик). После первого посещения доктора Роуза (Фрэнк Рейчер) Джон решает прекратить дальнейшие визиты, так как считает их бесполезными. Однако вскоре к нему домой с подачи Эрни приезжает Джоан, убеждая Джона ещё раз прийти на приём к врачу. Изучив анализы, доктор Роуз советует Джону не ездить в круиз на шумной и многолюдной яхте, а отдохнуть в спокойной обстановке где-нибудь на побережье. Доктор Роуз советует Джону найти там друзей, что будет для него лучшим лекарством от одиночества, разрушающего его здоровье. Вместе с Джоан в клинике работает её жених, бедный, но перспективный начинающий врач Фред Грэм (Джеймс Кардуэлл). Фред делает ей предложение, но Джоан отказывает ему, говоря, что до женитьбы надо обеспечить себе крепкое материальное положение на будущее.
Полагая, что у Джона нет денег, Эрни предлагает купить ему билет до Новой Англии, и первое время помочь с деньгами. Джон благодарит его, но отвечает, что с деньгами у него нет проблем, а вот такого отношения к людям, как со стороны Эрни, он никогда раньше не встречал. Эрни даёт ему больше, чем можно купить за деньги. После этого Джон предлагает Эрни взять шестимесячный отпуск и за его счёт отправиться вместе с ним отдохнуть. В кафе они встречают Джоан, которая рассказывает, что провела детство в бедности, и с тех пор мечтает создать семью с не обязательно богатым, но обеспеченным мужчиной.
На следующее утро Джон покупает у торговца целую повозку цветов, которые привозит в клинику Джоан, после чего приглашает её на обед. В кафе Джон предлагает Джоан выйти за него замуж, хорошо осознавая, что она его не любит. Но, как он говорит, это будет деловое соглашение. Через несколько месяцев, когда его не станет, она получит наследство, и у неё будет всё, о чём она мечтала. Он представляется своим настоящим именем и обещает ей всё своё состояние за несколько месяцев жизни с ним. Джоан рассказывает об этой встрече Фреду, который проверяет правдивость слов Джона о его богатстве и состоянии здоровья. После этого Джоан сообщает своему жениху, что на следующий день выйдет замуж за Джона, так как это для них шанс получить всё, что они хотели. Фред обвиняет Джоан в нежелании жить нормальной порядочной жизнью, в эгоизме и порочности. Она уверяет Фреда, что любит его, но поскольку он в течение четырёх лет так и не смог дать ей то, чего она ждала, Джоан должна воспользоваться своим шансом.
Прибыв в Новую Англию, Джон покупает маяк, который переоборудует в прекрасный пляжный дом. Несколько месяцев спустя заметно окрепший Джон сообщает Эрни, что полюбил Джоан. Эрни отвечает, что прежде всего он должен извиниться перед Джоан за то, что вопреки контракту по прошествии шести месяцев он так и не умер, и она не получила причитающееся ей наследство. С другой стороны, как говорит Эрни, это и её вина, так как она слишком хорошо заботится о Джоне, здоровье которого пошло на поправку. Между тем, Джоан испытывает всё большее раздражение в отношении Джона. Вечером при личной встрече Джоан объявляет Джону, что уходит от него, так как страдает от одиночества, и отношения с Фредом здесь не при чём, так как она порвала с ним, переехав сюда. Но это место её угнетает. Джон предлагает ей уехать вместе, посетить те места, которые ей хочется, заняться всем тем, чем она когда-либо хотела. Джон объясняется ей в любви и настаивает на том, чтобы она осталась с ним, после чего целует её.
Однажды на маяк приезжает Фред, и Джоан радостно встречает его, сообщая, что Джон уехал в город на несколько дней. Фред рассказывает, что открыл собственную клинику, и дела у него идут хорошо. Он не мог долго держать на неё обиду и так и не разлюбил Джоан, и теперь предлагает ей оставить Джона и уехать вместе в город. Джоан отвечает, что несколько дней назад она бы точно согласилась, но теперь ситуация изменилась, потому что Джон полюбил её. Вернувшийся неожиданно Джон слышит разговор с лестницы. Фред говорит, что их былые планы теперь мало что для неё значат. Джоан отвечает, что они значат для неё очень многое, и просит дать ей ещё немного времени. В этот момент поднимается Джон, по-дружески приветствуя Фреда, после чего предлагает Фреду остаться у них вплоть до их предстоящего переезда в Нью-Йорк.
На следующий день на берегу Джоан сообщает Фреду, что приняла решение, и скоро они будут вместе, надо лишь немного подождать. Фред однако не хочет больше ждать и скрываться, и хочет, чтобы их отношения были открытыми. Он говорит, что теперь всё сделает по-своему. В этот момент Джон наблюдает с ними с маяка. Однажды вечером, оставшись с Фредом наедине, Джон излагает ему план идеального убийства, который можно осуществить на маяке. Он говорит гипотетически, что если захочет убить Фреда, то первым делом распустит слух, что тот ходит по ночам во сне, о чём вскоре узнают в деревне. После убийства Джон выбросит тело Фреда с маяка, которое на следующий день выловят из воды. Всё будет выглядеть так, как будто Фред выпал из окна во время приступа сомнабулизма. И, кроме того, как говорит Джон, никто не найдёт у него мотива для убийства Фреда.
Вскоре Фред просит Эрни купить в деревне замки на все окна, так как заметил, что Джон ходит по ночам, и он даже недавно остановил его в последний момент, когда Джон вылезал из окна на самом верху маяка. Затем Фред покупает в аптеке лекарство для Джона, который якобы страдает от плохого сна. Однажды вечером Фред незаметно подсыпает в кофе Джону снотворное, при этом сообщая, что завтра планирует вернуться в Чикаго. Когда Фред выходит, Джон передаёт свою чашку Джоан. Ближе к четырём часам ночи Фред поднимается в спальню Джона, берёт кочергу и бьёт по кровати, полагая, что под одеялом спит Джон. Поняв, что в кровати Джона нет, Фред начинает искать его в тёмной комнате. Выбрав подходящий момент, Джон бьёт Фреда кочергой по голове. Затем он поднимает тело Фреда на верхний этаж, откуда планирует сбросить его на скалы. Однако все окна оказываются запертыми на замки. Джон решает спустить тело Фреда вниз и положить на камни, а затем попытаться открыть окно. Он предполагает сообщить полиции на следующий день, что страдает сомнабулизмом, и Фред выпал из окна, пытаясь спасти его. В тот момент, когда Джон выносит тело Фреда и разбивает камнем ему голову, его замечает Эрни. Джон излагает ему версию, что Фред выпал из окна, пытаясь удержать его во время приступа, когда Джон открывал окно. Эрни отвечает, что это невозможно, потому что он не смог купить замки и просто заколотил все окна. Тогда Джон заявляет Эрни, что это был несчастный случай, и он убил Фреда случайно, когда тот пытался убить его из-за Джоан. Эрни обещает быть на стороне Джона, если тот покажет, как Фред пытался убить его в его постели. Когда они заходят внутрь маяка, им навстречу выходит Джоан, обвиняющая Джона в убийстве. Она утверждает, что она видела, как он тащил тело мёртвого Фреда по лестнице. Она также говорит, что уже вызвала полицию, после чего убегает.
Несмотря на попытки Эрни защитить Джона в суде, присяжные признали его виновным, и он был приговорён к смертной казни. После его казни, Джоан унаследовала всё его огромное состояние. Она пыталась наслаждаться жизнью, но трагедия двух людей, одного из которых она любила, а другой был её мужем, не отпускала её. В итоге она вернулась на маяк, чтобы продолжить существование в мучительном одиночестве.

## В ролях
- Ричард Дикс — Джон Синклер / Джон Картер
- Линн Меррик — Джоан Мартин Синклер
- Рис Уильямс — Эрни Спарроу
- Джеймс Кардвелл — Фред Грэм
- Том Кеннеди — Фердинанд • Хаммерлок

## Создатели фильма и исполнители главных ролей
Как пишет историк кино Роб Никсон, режиссёр фильма Уильям Касл «в 1950-е и начале 1960-х годов прославился как король фильмов ужасов и эксплуатационных фильмов». Он начал свою режиссёрскую карьеру в возрасте 18 лет с постановки «Дракулы» и некоторое время работал на радио с Орсоном Уэллсом. В 1939 году Касл снял свой первый короткометражный фильм, а в 1943 году — первый полнометражный. Компания Columbia Pictures поручила ему первый фильм этой киносерии, который назывался просто «Свистун» (1944), и в общей сложности Касл снял четыре фильма из этого цикла. «Фильмы шока и ужасов, которые он позже продюсировал и ставил, были известны своими маркетинговыми трюками». Среди его самых известных работ — «Дом на холме с привидениями» (1959), «Тинглер» (1959), «13 призраков» (1960) и несколько картин в жанре Гран-Гиньоль с участием крупных голливудских звезд на позднем этапе их карьеры, среди них Джоан Кроуфорд в фильмах «Смирительная рубашка» (1964) и «Я видела, что вы сделали» (1965), а также Барбара Стэнвик и её бывший муж Роберт Тейлор в фильме «Приходящий по ночам» (1964).
У исполнителя главной роли Ричарда Дикса была успешная карьера в немом кино и длительный и довольно продуктивный контракт со студией RKO Pictures, продолжавшийся с самого начала звуковых фильмов и до начала 1940-х годов. После этого Дикс нашёл себе удобную нишу на студии Columbia, снявшись в серии фильмов по мотивам популярного радиотриллера «Свистун». С 1944 по 1947 год Дикс снимался только в этом киносериале, сыграв в семи фильмах подряд. После седьмого фильма «Тринадцатый час» (1947) он покинул студию, и в заключительном фильме сериала «Возвращение Свистуна»(1948) главную роль сыграл другой актёр. Как пишет Никсон, «сериал дал Диксу возможность сыграть самых разных персонажей. Если Дикс и видел какой-то вариант продолжения карьеры после ухода из сериала, ему так и не представился шанс реализовать его. В сентябре 1949 года в поезде у него случился серьёзный сердечный приступ, и неделю спустя он скончался в возрасте 56 лет». Как отмечает Никсон, «неизвестный сейчас никому, кроме самых ярых поклонников классического кино», Дикс в своё время был номинирован на премию «Оскар» за роль в вестерне «Симаррон» (1931), а в 1960 году удостоился звезды на Голливудской аллее славы.
Как далее пишет Никсон, «поклонники великих голливудских характерных актёров, без сомнения, узнают Риса Уильямса», чей дебют на экране состоялся в роли шахтёра в фильме Джона Форда «Как зелена была моя долина» (1941), в котором актёр, родившийся в Уэльсе, также выступал в качестве языкового консультанта. Помимо бесчисленных фильмов категории В, он снялся в таких значимых картинах, как «Миссис Минивер» (1942), «Винтовая лестница» (1945), «Джонни Гитара» (1954) и «Округ Рейнтри» (1957), а в период 1950—1960-х годов многократно играл на телевидении. Он скончался в 1969 году в возрасте 71 года.

## История создания фильма
Во основу фильма положены материалы популярного радиосериала «Свистун», который выходил в эфир с 1942 по 1955 год. Этот криминально-мистический радиосериал транслировался почти исключительно на региональном канале CBS на Западном побережье. Его программы строились по «формуле, согласно которой совершается преступление, и затем преступника ловят, когда он упускает из виду важную деталь или совершает какую-то глупую ошибку».
Это четвертый из восьми фильмов серии «Свистун», режиссёром половины этих фильмов был Уильям Касл. Это третий фильм Касла в цикле, а главные роли исполнили Ричард Дикс и Линн Меррик.
Ричард Дикс, который сыграл главную роль в семи из восьми фильмов сериала, ни в одном из них не играл персонажа по имени Свистун. Как пишет Никсон, «на самом деле, такого персонажа не существует, за исключением роли рассказчика и своего рода греческого хора, комментирующего действие и часто насмехающегося над персонажами со своей всеведущей точки зрения». Свистун был озвучен во всех восьми фильмах актёром Отто Форрестом.
Рабочее название фильма было «Шах и мат для убийства» (англ.  Checkmate for Murder).
Фильм находился в производстве с 23 июля по 7 августа 1945 года и вышел на экраны 30 октября 1945 года.
Как и все остальные картины сериала, он начинается с появления призрачной фигуры заглавного персонажа, который насвистывает памятную мелодию и заявляет: «Я — Свистун, я знаю много странных историй». Он снова «появляется» в конце, чтобы раскрыть концовку истории.

## Оценка фильма критикой
По мнению Никсона, «как и в большинстве других фильмов сериала, каждый из которых длится чуть больше часа, загадка не так уж важна. В конце концов, финал истории раскрывается в начале фильма». Значительно больше «зрителям нравились хитроумные повороты сюжета, благодаря которым преступник оказывается в ловушке, и человеческая драма, разыгрываемая персонажами истории».
Рецензент журнала TV Guide, отметив «замысловатый» сюжет, выразил мнение, что «несмотря на хорошую идею и надлежащую атмосферу, история не очень эффективно переносится на экран, что затрудняет развитие сюжета и затягивает действие».
Variety в номере от 26 декабря 1945 года назвал фильм «посредственным детективом», а по мнению современного киноведа Рона Беккера, «это один из самых слабых фильмов цикла, главным образом из-за его несфокусированного и неубедительного сюжета». С другой стороны, историк кино Джин Блоттнер отметил, что «хотя фильм и не такой напряженный, как предыдущие работы цикла, он сделан очень хорошо».